# 陳本敬
陳本敬（？—？），字仲思，直隶顺天府昌平州人。乾隆庚辰科进士。后官翰林院检讨。
《清实录.乾隆朝实录》載：乾隆二十八年（1763）癸未于正大光明殿翰詹考试，乾隆皇帝亲加详阅，按其文字优劣，陳本敬被分为四等，与编修焦汝翰、陳蘭森等俱着休致。
著有《小窗幽记序》，《种芹人曹霑画册》，现收藏于贵州博物馆，证明其与曹雪芹可能有来往。

## 家庭
- 父陈浩，雍正甲辰进士；
- 兄陳本忠，乾隆己丑进士，工部郎中；
- 女儿陳氏，嘉庆己未进士壽星保之妻。[1][2]